# (5432) Imakiire
(5432) Imakiire (1988 VN) – planetoida z pasa głównego asteroid okrążająca Słońce w ciągu 4,23 lat w średniej odległości 2,62 j.a. Odkryta 3 listopada 1988 roku.